# Minodora Cliveti

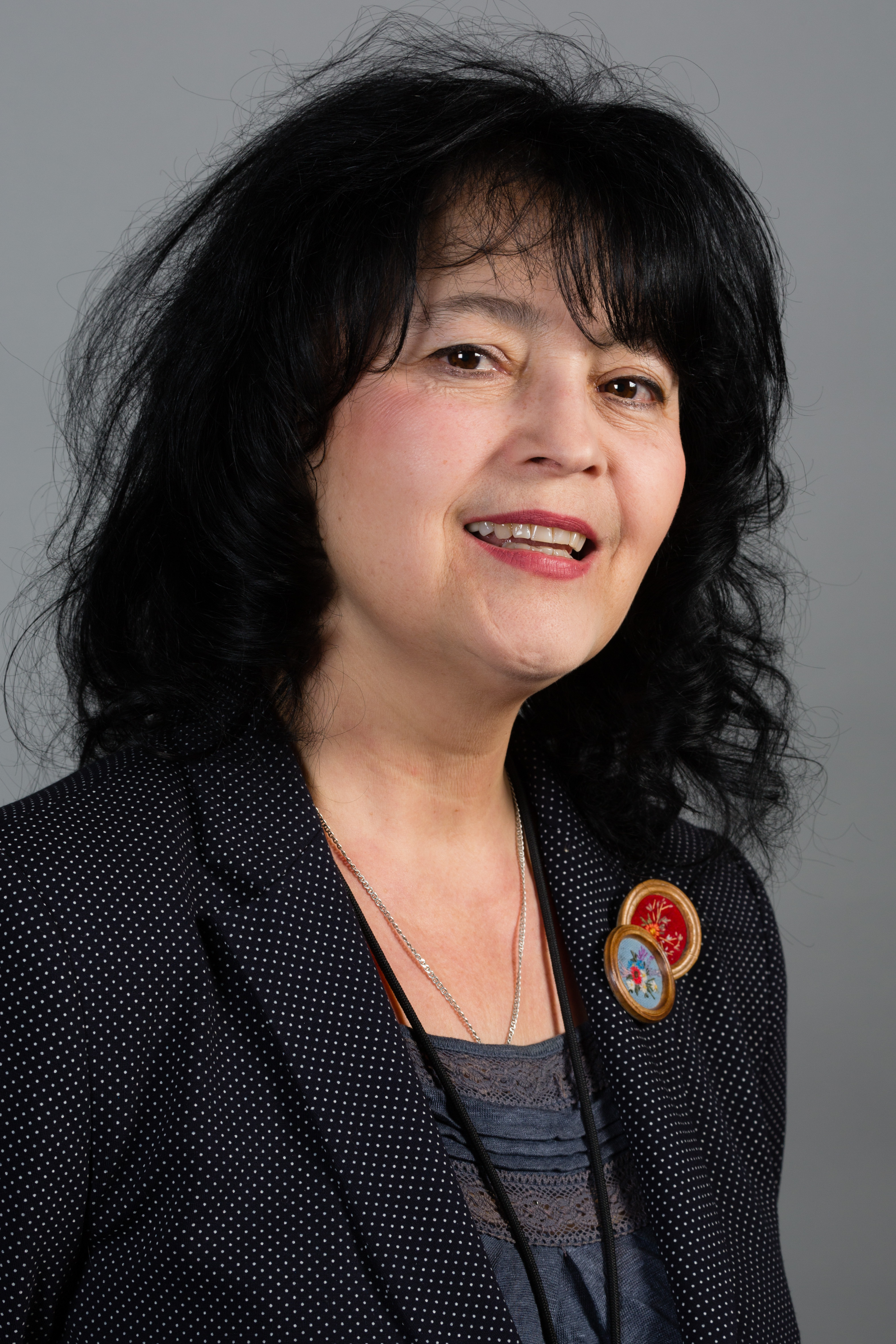
Minodora Cliveti

Minodora Cliveti (* 24. Oktober 1955 in Adjud) ist eine rumänische Politikerin der Partidul Social Democrat.
Cliveti erwarb 1978 das Diplom der Juristischen Fakultät an der Universität Alexandru Ioan Cuza in Iași. Es folgten Berufspraktika an der Columbia University in New York City, der Universität Birmingham sowie am Internationalen Institut für Menschenrechte in Straßburg und ein Promotionsstudium am Juristischen Forschungsinstitut der Rumänischen Akademie der Wissenschaften. Seit 1978 gehört sie der Rechtsanwaltskammer in Bacǎu an.
Clivati war bei der PSD stellvertretende Vorsitzende der Organisation in Bacǎu, stellvertretende Vorsitzende des Frauenverbands, Mitglied des Nationalrats und Mitglied der Schiedskommission. Von 2000 bis 2008 gehörte sie dem rumänischen Parlament an. In dieser Zeit gehörte sie außerdem der Delegation Rumäniens bei der Parlamentarischen Versammlung des Europarats an. Am 18. Mai 2012 übernahm sie von der ausgeschiedenen Rovana Plumb das Mandat im Europäischen Parlament.